# 나카가와 하루카
나카가와 하루카(일본어: 仲川 遥香, Nakagawa Haruka, 1992년 2월 10일 ~ )는 인도네시아에서 활동을 하는 일본의 여성 아이돌 그룹 JKT48 팀J의 최연장자이다. 도쿄도에서 태어났다. 친구는 ℃-ute 오카이 치사토, AKB48 졸업멤버 : 마에다 아츠코&마스다 유카
AKB48 6년, JKT48 3년 활동.
2012년 11월 1일에 AKB48 팀A를 졸업으로 JKT48에 완전 이적.
2016년 12월 30일 JKT48 팀J 졸업.
앞으로의 활동 거점을 인도네시아로하기 위해 본인의 희망에 따라 JKT48 졸업과 마찬가지로 2016년 12월 31일자로 소속사 프로덕션 오기 계약도 종료.
2016년 2월 27일 JKT48 리퀘스트아워에서 나카가와 하루카가 졸업을 발표.
AKB48의 3기생으로서 2007년 Team B로 그룹에 들어왔고, 2012년 JKT48으로 이적.
별명은 하루곤, 2016년 말까지 JKT48에 남아있다가 졸업.
졸업한 후에도 인도네시아에서 계속 연예계 활동 중.
River 
Yūhi o Miteiru ka ?
Koi Suru Fortune
Beginner
Shonichi
Beginner
Mahagita
Kamikyokutachi
Heavy Rotation
Kaze wa Fuiteru
Kibouteki Refrain
1830m